# Larry Ewing
Larry Ewing é um programador norte-americano, que é conhecido como o criador do mascote do Linux, o Tux (nome derivado de Torvald Unix).

Ele também desenvolveu o macaco, logotipo da Ximian e está envolvido em:
- F-Spot: Um gerenciador de imagens para "administrar necessidades em fotografias digitais".
- GtkHTML: Um rápido renderizador e editor HTML utilizado em vários projetos de software livre.
- GIMP: Um software para manipulação de imagens.